# 지티엑스에이운영
지티엑스에이운영은 대한민국의 GTX-A 운영 업체로, 서울교통공사를 최대 주주로 두고 있다. 본사는 경기도 화성시 오산동에 있다.

## 연혁
- 2023년 9월 21일: 서울특별시의 GTX-A 노선 운영 승인[1]
- 2023년 10월 25일: 설립[2]